# العلاقات الرومانية الفنلندية
العلاقات الرومانية الفنلندية هي العلاقات الثنائية التي تجمع بين رومانيا وفنلندا.

## مقارنة بين البلدين
هذه مقارنة عامة ومرجعية للدولتين:
| وجه المقارنة                                              | رومانيا                                                                               | فنلندا                                                                               |
| --------------------------------------------------------- | ------------------------------------------------------------------------------------- | ------------------------------------------------------------------------------------ |
| المساحة (كم2)                                             | 238.40 ألف                                                                            | 338.42 ألف                                                                           |
| عدد السكان (نسمة)                                         | 19.59 مليون                                                                           | 5.52 مليون                                                                           |
| الكثافة السكانية (ن./كم²)                                 | 82.17                                                                                 | 16.31                                                                                |
| العاصمة                                                   | بوخارست                                                                               | هلسنكي                                                                               |
| اللغة الرسمية                                             | اللغة الرومانية                                                                       | اللغة الفنلندية، اللغة السويدية                                                      |
| العملة                                                    | ليو روماني                                                                            | يورو، ماركا فنلندية                                                                  |
| الناتج المحلي الإجمالي (بليون دولار)                      | 211.80 مليار                                                                          | 251.88 مليار                                                                         |
| الناتج المحلي الإجمالي (تعادل القوة الشرائية) بليون دولار | 465.56 مليار                                                                          | 231.84 مليار                                                                         |
| الناتج المحلي الإجمالي الاسمي للفرد دولار أمريكي          | 9.47 ألف                                                                              | 42.31 ألف                                                                            |
| الناتج المحلي الإجمالي للفرد دولار أمريكي                 | 23.63 ألف                                                                             | 40.68 ألف                                                                            |
| مؤشر التنمية البشرية                                      | 0.793                                                                                 | 0.883                                                                                |
| رمز المكالمات الدولي                                      | +40                                                                                   | +358                                                                                 |
| رمز الإنترنت                                              | .ro                                                                                   | .fi                                                                                  |
| المنطقة الزمنية                                           | ت ع م+02:00، ت ع م+03:00، أوروبا/بوخارست ‏، توقيت شرق أوروبا، توقيت شرق أوروبا الصيفي ‏ | ت ع م+02:00، ت ع م+03:00، أوروبا/هلسنكي ‏، توقيت شرق أوروبا، توقيت شرق أوروبا الصيفي ‏ |

## مدن متوأمة
في ما يلي قائمة باتفاقيات التوأمة بين مدن رومانية وفنلندية:
- ترتبط براشوف مع تامبيري باتفاقية توأمة.[20]
- ترتبط سيريت مع كاركيلا باتفاقية توأمة.
- ترتبط كونستانتسا مع توركو باتفاقية توأمة منذ 1993.[21][21][21]
- ترتبط كرايوفا مع كووبيو باتفاقية توأمة.[22]

## منظمات دولية مشتركة
يشترك البلدان في عضوية مجموعة من المنظمات الدولية، منها:
| علم المنظمة | اسم المنظمة                               | تاريخ انضمام رومانيا | تاريخ انضمام فنلندا |
| ----------- | ----------------------------------------- | -------------------- | ------------------- |
|             | المنظمة الأوروبية لسلامة الملاحة الجوية   | 1996                 | 2001                |
|             | المنظمة الهيدروغرافية الدولية             | ?                    | ?                   |
|             | منظمة الشرطة الجنائية الدولية             | ?                    | ?                   |
|             | الاتحاد البريدي العالمي                   | ?                    | ?                   |
|             | مركز تنسيق الحركة في أوروبا ‏              | ?                    | ?                   |
|             | منظمة التجارة العالمية                    | 1995                 | 1995                |
|             | الفريق المعني برصد الأرض                  | ?                    | ?                   |
|             | مجموعة الموردين النوويين                  | ?                    | ?                   |
|             | مؤسسة التنمية الدولية                     | 12 أبريل 2014        | 29 ديسمبر 1960      |
|             | اتفاقية السماوات المفتوحة                 | ?                    | ?                   |
|             | منظمة الأمن والتعاون في أوروبا            | 25 يونيو 1973        | 25 يونيو 1973       |
|             | Strategic Airlift Capability ‏             | ?                    | ?                   |
|             | مؤسسة التمويل الدولية                     | 23 سبتمبر 1990       | 20 يوليو 1956       |
|             | مجلس أوروبا                               | 7 أكتوبر 1993        | 5 مايو 1989         |
|             | منظمة حظر الأسلحة الكيميائية              | ?                    | ?                   |
|             | الأمم المتحدة                             | 14 ديسمبر 1955       | 14 ديسمبر 1955      |
|             | الاتحاد الدولي للاتصالات                  | 9 فبراير 1866        | 1 سبتمبر 1920       |
|             | الاتحاد الأوروبي                          | 2007                 | 1995                |
|             | البنك الدولي للإنشاء والتعمير             | 15 ديسمبر 1972       | 14 يناير 1948       |
|             | مجموعة أستراليا                           | 1995                 | 1991                |
|             | المركز الدولي لتسوية المنازعات الاستشارية | 12 أكتوبر 1975       | 8 فبراير 1969       |
|             | وكالة الفضاء الأوروبية                    | 23 ديسمبر 2011       | 1969                |
|             | وكالة ضمان الاستثمار متعدد الأطراف        | 10 سبتمبر 1992       | 28 ديسمبر 1988      |
|             | يونسكو                                    | 27 يوليو 1956        | 10 أكتوبر 1956      |

## وصلات خارجية
- موقع وزارة الخارجية الرومانية
- موقع وزارة الخارجية الفنلندية